# 방프랙군
방프랙군은 아유타야주의 행정 구역이다. 이 지역의 총 인구 수는 2005년 기준으로 9250명이다. 인구 밀도는 236.6km2이다.

## 행정 구역
| 번호 | 지명         | 태국어 지명 | 빌리지 | 인구  |  |  |
| 1.   | Ban Phraek   | บ้านแพรก     | 5      | 2,301 |  |  |
| 2.   | Ban Mai      | บ้านใหม่      | 5      | 1,624 |  |  |
| 3.   | Sam Phaniang | สำพะเนียง    | 6      | 2,477 |  |  |
| 4.   | Khlong Noi   | คลองน้อย     | 6      | 1,383 |  |  |
| 5.   | Song Hong    | สองห้อง      | 5      | 1,465 |  |  |

|  | 이 글은 지리에 관한 토막글입니다. 여러분의 지식으로 알차게 문서를 완성해 갑시다. |